# Liste der denkmalgeschützten Objekte in Kanice u Domažlic
Grundlage dieser Liste der denkmalgeschützten Objekte in Kanice u Domažlic ist die ÚSKP-Liste (Ústřední seznam kulturních památek České republiky, deutsch Zentrale Liste der Kulturdenkmäler der Tschechischen Republik), die von der tschechischen Denkmalschutzbehörde NPÚ (Národní památkový ústav, deutsch Nationale Denkmalbehörde) seit 1987 geführt wird und an die seit dem Jahr 1850 geschaffenen Listen anschließt.

## Denkmalgeschützte Objekte nach Ortsteilen

### Kanice u Domažlic
| Lage                                          | Objekt                                 | Beschreibung | ÚSKP-Nr.                  | Bild           |
| --------------------------------------------- | -------------------------------------- | ------------ | ------------------------- | -------------- |
| gegenüber von Kanice 18 (Standort)            | Nepomukkapelle                         |              | 16393/4-4023 Info Katalog | weitere Bilder |
| Kanice 15 (Standort)                          | Bauernhof                              |              | 17086/4-2104 Info Katalog | weitere Bilder |
| Kanice, im Wald südlich von Kanice (Standort) | Burg Netřeb                            |              | 20742/4-2106 Info Katalog | weitere Bilder |
| Kanice (Standort)                             | Kapelle zur Schmerzhaften Muttergottes |              | 24443/4-4525 Info Katalog | BW             |
| Kanice 18 (Standort)                          | Bauernhof                              |              | 29493/4-2105 Info Katalog | weitere Bilder |
| Kanice 1 (Standort)                           | Schloss                                |              | 33446/4-2103 Info Katalog | weitere Bilder |